# Robert Graves
Robert von Ranke Graves, född 24 juli 1895 i Wimbledon, London, död 7 december 1985 i Deià, Mallorca, Spanien, var en brittisk poet och romanförfattare. Under sitt liv skrev han mer än 140 verk. Mest känd är han för sina skildringar av första världskriget i Goodbye to All That och sina romaner om Claudius och romarriket.

## Biografi
Graves var son till Alfred Graves och tyskfödda Amelie von Rancke. Han studerade bland annat vid Charterhouse School och började studera i Oxford men avbröt studierna vid första världskrigets utbrott för att ta värvning Walesiska fysiljärregementet. Han deltog aktivt och avancerade till kapten men blev svårt sårad i slaget vid Somme 1916 och hade problem med lungorna resten av livet. Vid fronten träffade han Siegfried Sassoon som kom att inspirera honom att börja skriva poesi. Under kriget publicerade han tre diktsamlingar av vilken Fairies and fusiliers (1917) är den mest kända. Efter kriget gifta Graves sig 1919 och bosatte sig i Oxford. Här fortsatte han sina studier och blev 1926 filosofie doktor med avhandlingen Poetic unreason. Under 1920-talet sysslade han främst med kritiska och estetiska arbeten, där han framhöll den fria, experimentella versens företräden. I Another future of poetry (1926) beskrev han att poesi i första hand borde vara en personlig avledare ("spiritual cathartic") för en poets inre konflikter, i andra hand en avledare för läsaren i liknande konflikter. 1929 utkom den självbiografiska Goodbye to All That, med fortsättningen But it still goes on (1930), där han naket skildrar sina erfarenheter från första världskrigets ohyggligheter.
Senare ägnade han sig främst åt författande av historiska romaner. Hans böcker Jag, Claudius och Claudius – guden blev föremål för en uppmärksammad TV-serie av BBC.
Han var en tid professor i engelsk litteratur i Kairo. Senare flyttade han till Mallorca. 1961-66 var han professor i poetik i Oxford. Han debuterade med diktsamlingen Over the brazier, 1916.
Robert Graves var flera gånger nominerad till Nobelpriset i litteratur. 1962 var han en av de tre slutkandidaterna till priset.

## Priser och utmärkelser
- Hawthornden Prize 1935 för I, Claudius